# Bandai Namco Pictures
Bandai Namco Pictures Inc. (株式会社 バ ン ダ イ ナ ム コ ピ ク チ ャ ー ズ Bandai Namuko Pikuchāzu?), también conocido como BN Pictures, es un estudio de animación japonés y una empresa de producción. Es un spin-off de Sunrise Inc., una subsidiaria de Bandai Namco Holdings. La compañía se formó como parte del plan de gestión a mediano plazo de Bandai Namco Holdings para la reestructuración del Grupo Bandai Namco. Todas las divisiones de propiedad intelectual y producción de anime de Sunrise que apuntan a niños y familiares se transfieren a BN Pictures. La compañía comenzó sus operaciones en abril de 2015.

## Historia

El logotipo anterior se utilizó hasta 2022.

El 12 de febrero de 2015, Bandai Namco Holdings anunció planes para reestructurarse mediante el uso de un plan de gestión media de tres años. La empresa buscaba concentrar sus recursos en la creación de nuevas propiedades intelectuales (IPs) y personajes comercializables, y requería un tiempo de planificación y desarrollo más rápido para satisfacer estas demandas. Los ejecutivos de Bandai Namco también creían que era necesario que su área de contenido de creación de IP fortaleciera los lazos con su área de juguetes y pasatiempos, ya que generaría relaciones sólidas entre las dos divisiones y permitiría futuras colaboraciones de productos.
Como parte de sus esfuerzos para cumplir con estas obligaciones, Bandai Namco Pictures se estableció en abril de 2015 en Nerima, Tokio. Encabezada por Masayuki Ozaki, el director representativo del estudio de animación Sunrise, la compañía lideraría el proyecto "Fortalecer la producción de creación de IP" de su matriz y se centraría en la creación de nuevos personajes y franquicias, específicamente aquellos dirigidos a niños y familias. Bandai Namco Pictures también trabajaría en conjunto con la división de juguetes y pasatiempos de Bandai Namco Holdings para fortalecer el vínculo entre las dos áreas de esta última compañía. Pictures absorbió los departamentos de producción de Sunrise relacionados con IP orientadas a niños, convirtiéndose en una subsidiaria de propiedad total de Sunrise y parte del departamento de creación de IP de Bandai Namco.
El primer proyecto de la compañía fue Aikatsu!, un anime basado en el juego arcade de cartas coleccionables de Bandai del mismo nombre que había sido producido por Sunrise hasta ese momento. Además de trabajar en franquicias preestablecidas, Bandai Namco Pictures produciría varios proyectos originales, como la serie de animación stop-motion Milpom!. Pictures se centraró principalmente en series y personajes dirigidos a niños y familias, aunque algunas, como Tiger & Bunny y la serie Gintama, estaban dirigidas a audiencias mayores. La empresa colabora regularmente con otras subsidiarias dentro de Bandai Namco Holdings; en 2016, se asoció con Bandai Namco Entertainment para producir Dream Festival!, una franquicia multimedia centrada en videojuegos y animes originales de internet (ONAs).
En agosto de 2018, Bandai Namco Pictures abrió una división en Osaka, Bandai Namco Pictures Osaka Studio, con el fin de transferir digitalmente la animación para disminuir los tiempos de producción. La empresa esperaba que el éxito y la productividad de Osaka Studio permitieran abrir oficinas adicionales en Japón y, finalmente, en el extranjero. Un año después, en octubre, Pictures absorbió a Studio Dub, un subcontratista de animación establecido por ex animadores de Sunrise. La adquisición cambió el nombre de la empresa a Bandai Namco Pictures Iwaki, aunque continúa usando el nombre Studio Dub para sus proyectos.

## Trabajos

### Series de televisión
| Año  | Título                                                                             | Director(es)                      | Fecha de primera transmisión | Fecha de última transmisión | Eps. | Notas | Refs.         |
| ---- | ---------------------------------------------------------------------------------- | --------------------------------- | ---------------------------- | --------------------------- | ---- | --- | ------------- |
| 2012 | Aikatsu!                                                                           | Ryūichi Kimura                    | 8 de octubre de 2012         | 21 de marzo de 2016         | 178  | Basado en la línea de máquinas Data Carddass de Bandai. Tomado de Sunrise en 2015, comenzando en el episodio 127.    |               |
| 2014 | Tribe Cool Crew                                                                    | Masaya Fujimori                   | 28 de septiembre de 2014     | 4 de octubre de 2015        | 50   | Historia original. Tomado de Sunrise en 2015, comenzando en el episodio 25.                                          |               |
| 2015 | Battle Spirits: Burning Soul                                                       | Kunihisa Sugishima                | 1 de abril de 2015           | 30 de marzo de 2016         | 51   | Temporada 7 de Battle Spirits.                                                                                       |               |
| 2015 | Gintama°                                                                           | Chizuru Miyawaki                  | 8 de abril de 2015           | 30 de marzo de 2016         | 51   | Secuela de Gintama': Enchousen.                                                                                      |               |
| 2015 | Brave Beats                                                                        | Yūta Murano                       | 6 de octubre de 2015         | 27 de marzo de 2016         | 22   | Historia original.                                                                                                   |               |
| 2016 | Battle Spirits: Double Drive                                                       | Kunihisa Sugishima                | 6 de abril de 2016           | 29 de marzo de 2017         | 51   | Temporada 8 de Battle Spirits.                                                                                       |               |
| 2016 | Aikatsu Stars!                                                                     | Teruo Satō                        | 7 de abril de 2016           | 29 de marzo de 2018         | 100  | Secuela de Aikatsu!.                                                                                                 |               |
| 2016 | Heybot!                                                                            | Shinji Ishihira                   | 18 de septiembre de 2016     | 24 de septiembre de 2017    | 50   | Historia original.                                                                                                   |               |
| 2017 | Gintama.                                                                           | Chizuru Miyawaki                  | 8 de enero de 2017           | 26 de marzo de 2017         | 12   | Secuela de Gintama°.                                                                                                 | [ 8 ]         |
| 2017 | Gintama.: Porori-hen                                                               | Chizuru Miyawaki                  | 1 de octubre de 2017         | 24 de diciembre de 2017     | 13   | Secuela de Gintama.                                                                                                  |               |
| 2018 | Gintama.: Shirogane no Tamashii-hen                                                | Chizuru Miyawaki                  | 7 de enero de 2018           | 25 de marzo de 2018         | 12   | Secuela de Gintama.: Porori-hen.                                                                                     |               |
| 2018 | Aikatsu Friends!                                                                   | Shishō Igarashi                   | 5 de abril de 2018           | 26 de septiembre de 2019    | 50   | Secuela de Aikatsu Stars!.                                                                                           |               |
| 2018 | Gintama.: Shirogane no Tamashii-hen - Kouhan-sen                                   | Chizuru Miyawaki                  | 8 de julio de 2018           | 7 de octubre de 2018        | 14   | Secuela de Gintama.: Shirogane no Tamashii-hen.                                                                      |               |
| 2019 | B-Project: Zecchou*Emotion                                                         | Makoto Moriwaki                   | 11 de enero de 2019          | 29 de marzo de 2019         | 12   | Parte del proyecto cross-media de MAGES.                                                                             |               |
| 2019 | Aikatsu Friends!: Kagayaki no Jewel                                                | Shishō Igarashi                   | 5 de octubre de 2019         | 28 de marzo de 2020         | 26   | Secuela de Aikatsu Friends!.                                                                                         |               |
| 2019 | Mairimashita! Iruma-kun                                                            | Makoto Moriwaki                   | 5 de octubre de 2019         | 7 de marzo de 2020          | 23   | Adaptación del manga escrito e ilustrado por Osamu Nishi.                                                            | [ 9 ]         |
| 2019 | Aikatsu on Parade!                                                                 | Shishō Igarashi                   | 5 de octubre de 2019         | 28 de marzo de 2020         | 26   | Secuela de Aikatsu Friends!: Kagayaki no Jewel.                                                                      | [ 10 ]        |
| 2020 | Motto! Majime ni Fumajime Kaiketsu Zorori                                          | Takahide Ogata                    | 5 de abril de 2020           | 8 de noviembre de 2020      | 26   | Secuela de Majime ni Fumajime Kaiketsu Zorori.                                                                       |               |
| 2021 | Aikatsu Planet!                                                                    | Ryūichi Kimura                    | 10 de enero de 2021          | 27 de junio de 2021         | 26   | Secuela de Aikatsu on Parade!.                                                                                       |               |
| 2021 | Motto! Majime ni Fumajime Kaiketsu Zorori 2nd Season                               | Takahide Ogata                    | 2 de abril de 2021           | 22 de octubre de 2021       | 25   | Secuela de Motto! Majime ni Fumajime Kaiketsu Zorori.                                                                | [ 11 ]        |
| 2021 | Mairimashita! Iruma-kun 2nd Season                                                 | Makoto Moriwaki                   | 17 de abril de 2021          | 11 de septiembre de 2021    | 21   | Secuela de Mairimashita! Iruma-kun.                                                                                  | [ 12 ]        |
| 2021 | Cestvs: The Roman Fighter                                                          | Toshifumi Kawase                  | 15 de abril de 2021          | 24 de junio de 2021         | 11   | Adaptación del manga escrito e ilustrado por Shizuya Wazarai.                                                        | [ 13 ]        |
| 2022 | Birdie Wing: Golf Girls' Story                                                     | Takayuki Inagaki                  | 6 de abril de 2022           | 29 de junio de 2022         | 13   | Historia original.                                                                                                   | [ 14 ]        |
| 2022 | Motto! Majime ni Fumajime Kaiketsu Zorori 3rd Season                               | Takahide Ogata                    | 6 de abril de 2022           | 21 de septiembre de 2022    | 25   | Secuela de Motto! Majime ni Fumajime Kaiketsu Zorori 2nd Season.                                                     | [ 15 ]        |
| 2022 | Kōkyū no Karasu                                                                    | Chizuru Miyawaki                  | 1 de octubre de 2022         | 13 de diciembre de 2022     | 13   | Adaptación del manga escrito por Kōko Shirakawa e ilustrado por Ayuko.                                               | [ 16 ]        |
| 2022 | Mairimashita! Iruma-kun 3rd Season                                                 | Makoto Moriwaki                   | 8 de octubre de 2022         | 4 de marzo de 2023          | 21   | Secuela de Mairimashita! Iruma-kun 2nd Season.                                                                       | [ 17 ]        |
| 2023 | Mononogatari                                                                       | Ryūichi Kimura                    | 10 de enero de 2023          | 28 de marzo de 2023         | 12   | Adaptación del manga escrito e ilustrado por Onigunsou.                                                              | [ 18 ] [ 19 ] |
| 2023 | Birdie Wing: Golf Girls' Story 2nd Season                                          | Takayuki Inagaki                  | 8 de abril de 2023           | 24 de junio de 2023         | 12   | Secuela de Birdie Wing: Golf Girls' Story.                                                                           | [ 20 ]        |
| 2023 | Mononogatari 2nd Season                                                            | Ryūichi Kimura                    | 4 de julio de 2023           | 19 de septiembre de 2023    | 12   | Secuela de Mononogatari.                                                                                             | [ 21 ]        |
| 2024 | Tsue to Tsurugi no Wistoria                                                        | Tatsuya Yoshihara                 | 7 de julio de 2024           | 29 de septiembre de 2024    | 12   | Adaptación del manga escrito por Fujino Ōmori e ilustrado por Toshi Aoi. Coproducción junto a Actas.                 | [ 22 ] [ 23 ] |
| 2025 | A-Rank Party o Ridatsu Shita Ore wa, Moto Oshiego-tachi to Meikyū Shinbu o Mezasu. | Katsumi Ono                       | 12 de enero de 2025          | 29 de junio de 2025         | 24   | Adaptación de las novelas ligeras escritas por Kōsuke Unagi e ilustradas por Super Zombie.                           | [ 24 ] [ 25 ] |
| 2025 | Mashin Sōzōden Wataru                                                              | Yumi Kamakura                     | 12 de enero de 2025          | 22 de junio de 2025         | 24   | Tercera entrega de la franquicia de Mashin Eiyūden Wataru.                                                           | [ 26 ]        |
| 2025 | Rock wa Lady no Tashinamideshite                                                   | Shinya Watada                     | 3 de abril de 2025           | 26 de junio de 2025         | 13   | Adaptación del manga escrito e ilustrado por Hiroshi Fukuda.                                                         | [ 27 ] [ 28 ] |
| 2025 | 3-Nen Z-Gumi Ginpachi-Sensei                                                       | Makoto Moriwaki Natsumi Higashida | Octubre de 2025              | —                           | —    | Adaptación de las novelas ligeras derivadas de Gintama escritas por Tomohito Ōsaki e ilustradas por Hideaki Sorachi. | [ 29 ]        |
| 2025 | Shabake                                                                            | Takahiro Ōkawa                    | Octubre de 2025              | —                           | —    | Adaptación de las novelas históricas de fantasía escrita por Megumi Hataka con ilustraciones de Yū Shibata.          | [ 30 ] [ 31 ] |

### Películas
| Año  | Título                                                  | Director(es)                  | Duración | Notas                                               | Refs.  |
| ---- | ------------------------------------------------------- | ----------------------------- | -------- | --------------------------------------------------- | ------ |
| 2015 | Aikatsu! Music Award: Minna de Shou wo MoracchaimaShow! | Shinya Watada                 | 56m      | Historia original.                                  |        |
| 2016 | Aikatsu!: Nerawareta Mahou no Aikatsu! Card             | Ryūichi Kimura                | 27m      | Secuela de Aikatsu!.                                |        |
| 2016 | Aikatsu Stars! Movie                                    | Toshikazu Yoshizawa           | 59m      | Historia original.                                  |        |
| 2021 | Gintama: The Final                                      | Chizuru Miyawaki              | 104m     | Secuela de Gintama: The Semi-Final.                 | [ 32 ] |
| 2021 | Hula Fulla Dance                                        | Seiji Mizushima Shinya Watada | 108m     | Historia original.                                  | [ 33 ] |
| 2022 | Aikatsu! 10th Story: Mirai e no Starway                 | Ryūichi Kimura                | 48m      | Historia original.                                  |        |
| 2022 | Aikatsu Planet! Movie                                   | Ryūichi Kimura                | 22m      | Secuela de Aikatsu Planet!.                         |        |
| 2022 | Kaiketsu Zorori Movie: Lalala♪ Star Tanjō               | Takahide Ogata                | 70m      | Historia original de Kaiketsu Zorori.               | [ 34 ] |
| 2023 | Aikatsu! 10th Story: Mirai e no Starway (2023)          | Ryūichi Kimura                | 48m      | Secuela de Aikatsu! 10th Story: Mirai e no Starway. |        |
| 2023 | Gintama on Theater 2D: Baragaki-hen                     | Yōichi Fujita                 | 77m      | Película recopilatoria.                             |        |
| 2024 | Gintama on Theater 2D: Ikkoku Keisei-hen                | Yōichi Fujita                 | 109m     | Película recopilatoria.                             |        |
| 2025 | Aikatsu! x PriPara the Movie: Deai no Kiseki!           | Takahiro Ōkawa                | —        | Película de colaboración entre Aikatsu! y PriPara.  | [ 35 ] |

### ONAs
| Año  | Título                                 | Director(es)     | Fecha de primera transmisión | Fecha de última transmisión | Eps. | Notas                                                          | Refs.  |
| ---- | -------------------------------------- | ---------------- | ---------------------------- | --------------------------- | ---- | -------------------------------------------------------------- | ------ |
| 2015 | MILPOM★ Pilot                          | Desconocido      | 20 de marzo de 2015          | 20 de marzo de 2015         | 1    | Historia original.                                             |        |
| 2015 | MILPOM★                                | Desconocido      | 5 de septiembre de 2015      | 29 de septiembre de 2017    | 6    | Historia original.                                             |        |
| 2016 | Dream Festival!                        | Yūta Murano      | 23 de septiembre de 2016     | 16 de diciembre de 2016     | 12   | Historia original.                                             | [ 36 ] |
| 2017 | Dream Festival! R                      | Yūta Murano      | 23 de agosto de 2017         | 8 de noviembre de 2017      | 12   | Secuela de Dream Festival!.                                    | [ 37 ] |
| 2018 | Tales of the Rays Gekijō               | Desconocido      | 20 de julio de 2018          | 20 de julio de 2018         | 8    | Adaptación del videojuego desarrollado por Bandai Namco Games. |        |
| 2019 | Fight League: Gear Gadget Generators   | Daisuke Nakajima | 14 de febrero de 2019        | 8 de agosto de 2019         | 26   | Adaptación del videojuego desarrollado por XFLAG.              | [ 38 ] |
| 2019 | Battle Spirits: Saga Brave             | Masaki Watanabe  | 14 de junio de 2019          | 24 de enero de 2020         | 3    | Secuela de Battle Spirits: Brave.                              | [ 39 ] |
| 2019 | Tales of the Rays: Everlasting Destiny | Megumi Soeno     | 4 de junio de 2019           | 4 de junio de 2019          | 1    | Adaptación del videojuego desarrollado por Bandai Namco Games. |        |
| 2019 | Gintama: Monster Strike-hen            | Desconocido      | 29 de agosto de 2019         | 4 de septiembre de 2019     | 2    | Colaboración entre Gintama y Monster Strike.                   |        |
| 2020 | Aikatsu on Parade! (ONA)               | Shishō Igarashi  | 28 de marzo de 2020          | 11 de julio de 2020         | 6    | Secuela de Aikatsu Friends!: Kagayaki no Jewel.                |        |
| 2020 | Battle Spirits: Kakumei no Galette     | Masaki Watanabe  | 28 de agosto de 2020         | 23 de abril de 2021         | 5    | Secuela de Battle Spirits: Saga Brave.                         | [ 40 ] |
| 2020 | Saikyō Kamizmode!                      | Mitsutoshi Satō  | 28 de septiembre de 2020     | 1 de abril de 2021          | 26   | Historia original.                                             |        |
| 2021 | Battle Spirits: Mirage                 | Masaki Watanabe  | 29 de octubre de 2021        | 1 de abril de 2022          | 4    | Secuela de Battle Spirits: Kakumei no Galette.                 |        |
| 2022 | Tiger & Bunny 2                        | Mitsuko Kase     | 8 de abril de 2022           | 8 de abril de 2022          | 13   | Secuela de Tiger & Bunny Movie 2: The Rising.                  | [ 41 ] |
| 2022 | Tiger & Bunny 2 Part 2                 | Mitsuko Kase     | 7 de octubre de 2022         | 7 de octubre de 2022        | 12   | Secuela de Tiger & Bunny 2.                                    | [ 42 ] |

### OVAs
| Año  | Título                     | Director(es)                   | Fecha de primera transmisión | Fecha de última transmisión | Eps. | Notas                                                         | Refs. |
| ---- | -------------------------- | ------------------------------ | ---------------------------- | --------------------------- | ---- | ------------------------------------------------------------- | ----- |
| 2016 | Gintama°: Aizome Kaori-hen | Yōichi Fujita Chizuru Miyawaki | 4 de agosto de 2016          | 4 de noviembre de 2016      | 2    | Adaptación del manga escrito e ilustrado por Hideaki Sorachi. |       |